# Münster (westfälisch-kurländisches Adelsgeschlecht)

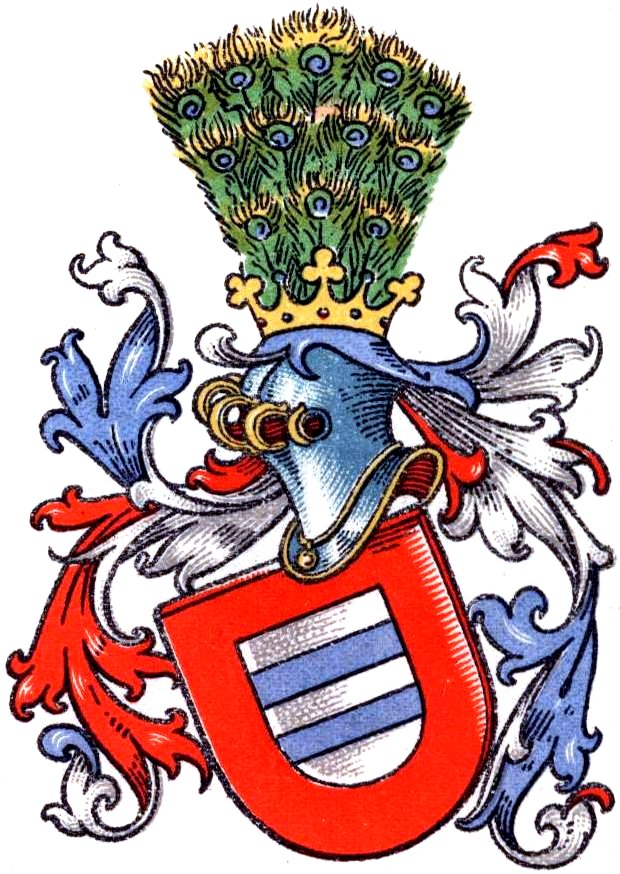
Wappen derer von Münster

Münster ist der Name eines aus Westfalen, genauer Tecklenburg stammenden und später auch in Kurland verbreiteten, Adelsgeschlechts.
Die Familie ist um 1800 erloschen und von anderen namensgleichen Familien, wie den ebenfalls erloschenen kurländischen Münster a. d. H. Sallensee oder den gegenwärtig fortbestehenden Grafen von Münster, als nicht stammverwandt zu unterscheiden.

## Geschichte
Das Geschlecht besaß 1267 einen Burgmannssitz in Tecklenburg und war im 14. Jahrhundert zu Rechvelde und Vortlage begütert. Ab dem 16. Jahrhundert waren auch Velpe, Krechting, Alst, Hackfort und Hengel in Familienbesitz. 1730 ist der tecklenburgische Stamm erloschen.
In Kurland erscheint die Familie 1560 mit Sonndag von Münster zu Neilrardt und Krachting und besaß in Folge die Güter Ascherade, Hennenorm, Heydeckensgut, Razen und noch 1785 zu Pokroy. Nach letzterem nannte sich die Familie auch Münster a.d.H. Pokroy. Das Geschlecht wurde am 10. Mai 1841 bei der Kurländischen Ritterschaft (Nr. 145) als notorisch eingeboren immatrikuliert. Der kurländische Stamm hat Mitte der 1820er Jahre seinen Ausgang gefunden.

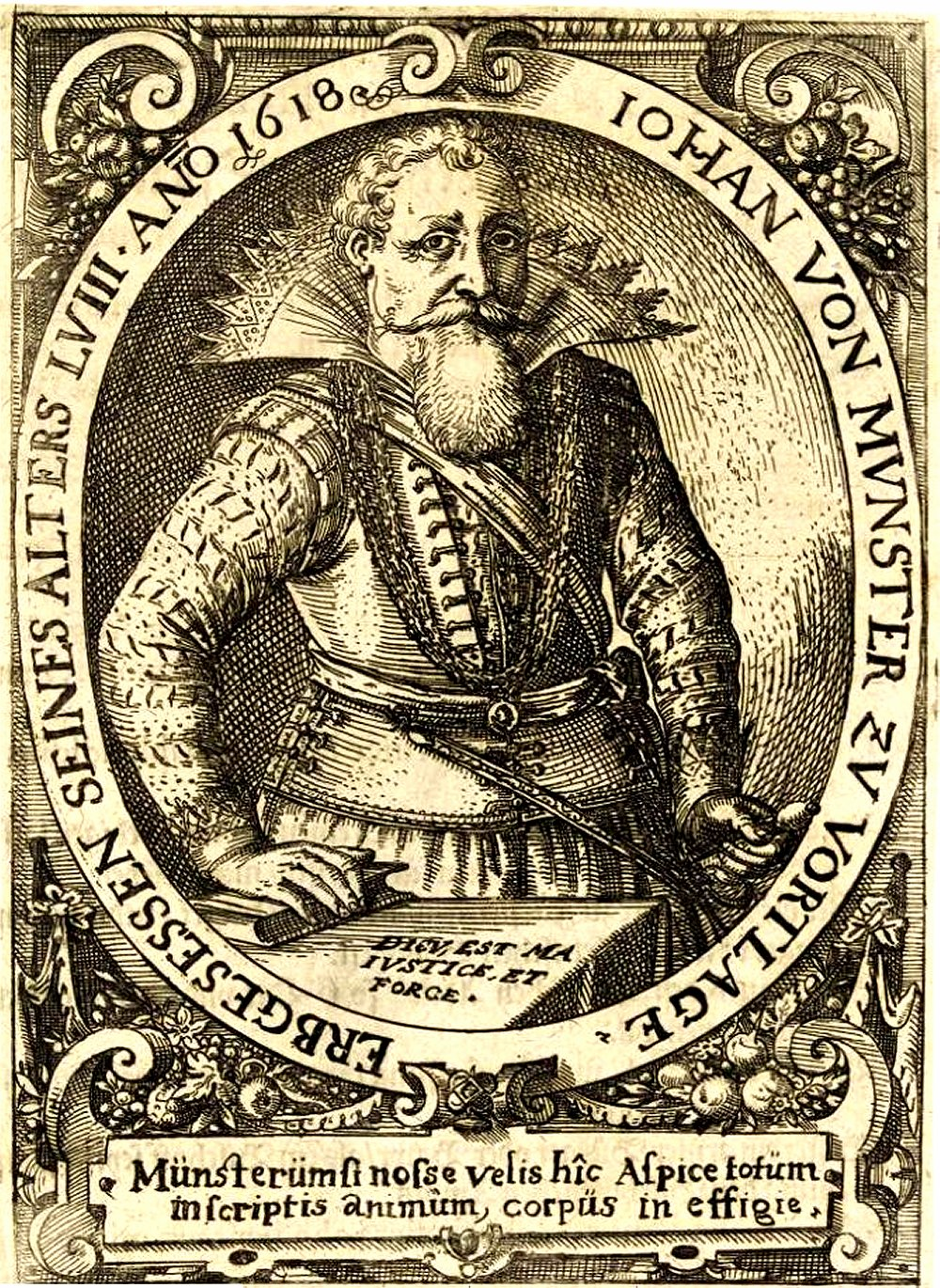
Johann von Münster, 1618

## Angehörige
- Agnes von Münster († nach 1556), Frau des Wilhelm von Ledebur zu Mühlenburg († 1535)[1][2]
- Jaspar von Münster († 1577), Landmarschall des Deutschen Ordens
- Johann von Münster (1557/1560–1632), Amtshauptmann in Wied, tecklenburgischer Hofrichter, Anhänger Calvins

## Wappen
- Das Stammwappen zeigt innerhalb eines roten Bordes in Silber zwei blaue Balken. Auf dem gekrönten Helm mit rot-silbernen und blau-silbernen Decken ein natürlicher Pfauenschweif.
- Das älteste Wappen zeigt in Silber zwei blaue Balken, auf dem Helm mit blau-silbernen Decken einen offenen Flug, rechts silbern, links blau. Es ist Bestandteil des in der Zeit von 1. März 1939 bis 1949 verwendeten Wappens der Gemeinde Lengerich.

Historische Wappenbilder
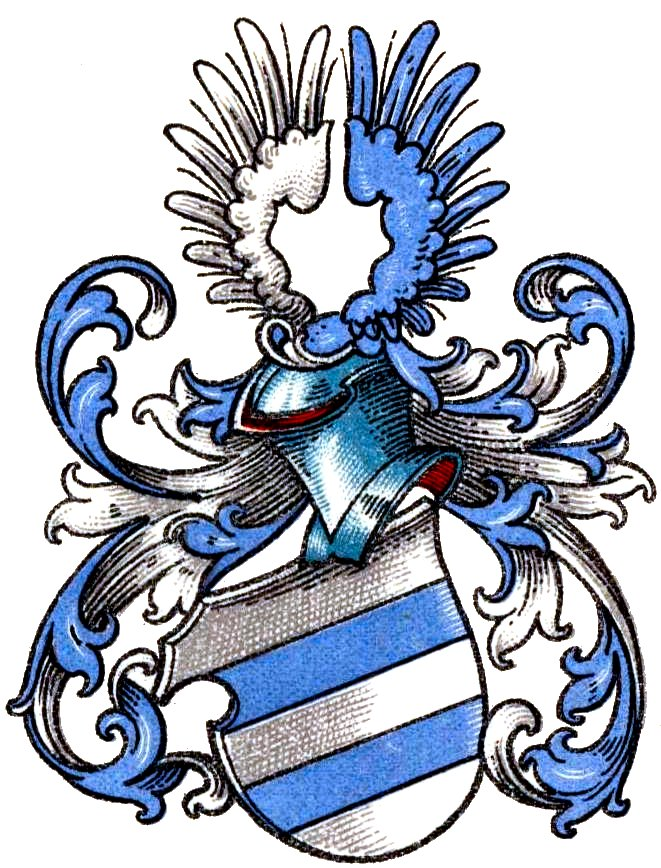
Wappen derer von Münster, ältere Version
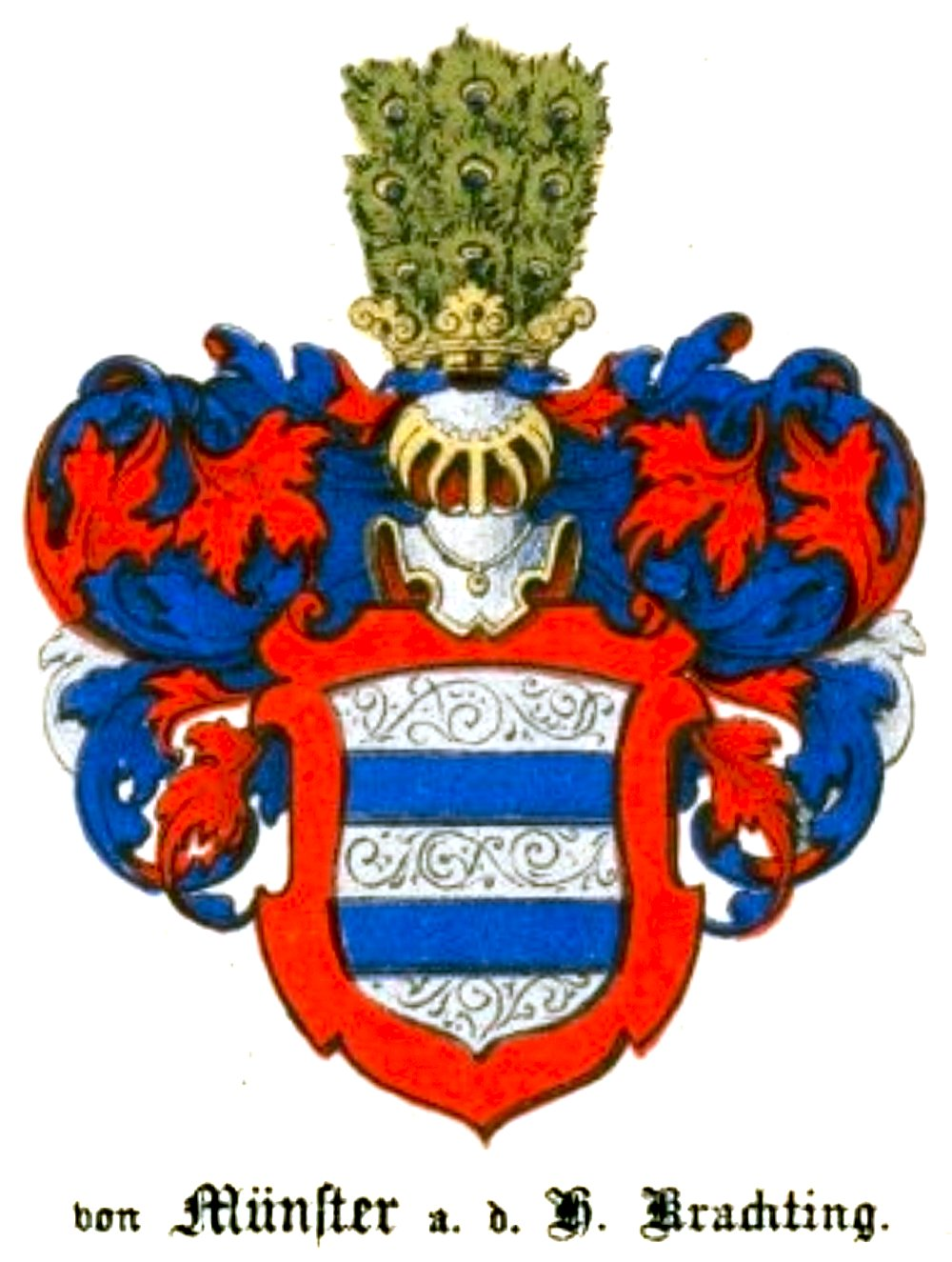
Wappen im Baltischen Wappenbuch von Klingspor
Wappen der Stadt Lengerich von 1939–1948